# Massalani
Massalani (Masalani) é uma cidade do Quênia situada na antiga província Nordeste, no condado de Garissa. De acordo com o censo de 2019, havia 43 642 habitantes.